# Das Lied des Lebens (film 1916)
Das Lied des Lebens è un film muto del 1916 diretto da Alwin Neuß.

## Produzione
Il film fu prodotto dalla Decla-Bioscop AG.

## Distribuzione
Distribuito dalla Decla-Film, il film - con il visto di censura del novembre 1916 - uscì nelle sale cinematografiche tedesche il 24 dicembre 1916.